# Adrenalina (álbum de Santa)
Adrenalina es el álbum debut del grupo Santa, editado en 1997 a través del sello Sarzo Music, propiedad de Rudy Sarzo. Incluye canciones con un sonido pop rock bastante guitarrero que transitan por varios climas y un estilo emparentado con bandas como The Pretenders y The Cranberries.
El material fue grabado durante 1996 en los Estudios del Abasto por el ingeniero Álvaro Villagra, y masterizado en West Vest Side Studios.
El primer sencillo fue Canción del Duende, una composición pop con influencias de bandas como The Cure que logró posicionarse rápidamente en ranking radiales de Los Ángeles. Luego le siguieron temas como Buena Mujer, Ese Tren y Muerdo.
Al regresar a Buenos Aires presentan el material recorriendo varios locales porteños como El Ex Tella, El C.O.D.O, The Cavern, La Farfalla, El Teatro de la Ribera y The Roxy, además de presentarse en canales de televisión como Much Music.

## Lista de temas
Todas las canciones compuestas por Sissi Hansen y Alejandro Seoane, excepto las indicadas.

### Versión Americana (Sarzo Music, 1997)
1. Adrenalina (Sissi Hansen; Alejandro Seoane; Gustavo Jamardo)
2. Muerdo (Sissi Hansen; Alejandro Seoane; Gustavo Jamardo; Arnold Taurel)
3. Animales Primitivos (Seoane; Moure)
4. Ese Tren
5. Canción del Duende
6. Besando al Simio (Sissi Hansen; Alejandro Seoane; Gustavo Jamardo)
7. Llorando en el Parque Japonés
8. Nada Se Compara
9. Buena Mujer
10. Tierra de Nadie
11. Veneno en el Aire

### Versión Argentina (Leader Music, 1998)
1. Canción del Duende
2. Ese Tren
3. Nada Se Compara
4. Buena Mujer
5. Muerdo (Sissi Hansen; Alejandro Seoane; Gustavo Jamardo; Arnold Taurel)
6. In My Life (John Lennon; Paul McCartney)
7. Tierra de Nadie
8. Veneno en el Aire
9. Animales Primitivos (Seoane; Moure)
10. Adrenalina (Sissi Hansen; Alejandro Seoane; Gustavo Jamardo)
11. Besando al Simio (Sissi Hansen; Alejandro Seoane; Gustavo Jamardo)
12. Infierno Verde
13. Llorando en el Parque Japonés
14. Muerdo Remix

## Músicos
- Sissi Hansen: Voz y Guitarra
- Alejandro Seoane: Guitarra y Samplers
- Gustavo Jamardo: Bajo
- Arnold Taurel: Batería
- Ariel Senders: Percusión
- Martin Bauer: Guitarra

### Músicos invitados
- Carlos Lucero: Piano
- Gardi Pais: Guitarra
- Leandro Maciel: Guitarra
- Eva Álvarez: Coros
- Stuka: Guitarra
- Miguel Ángel Tallarita: Trompeta

- Datos: Q5658274